# Seznam písní Nikolaje Noskova
Toto je seznam písní zpěváka Nikolaje Noskova.

## Seznam
poz. – píseň (originální název u převzaté skladby) – duet s – (autor hudby písně/autor textu písně)
- - orchestr, sbor, datum pořízení nahrávky

(h:/t:) – doposud nezjištěný autor hudby nebo textu

## A
- A na menjšeje ja ne soglasen (A čím méně Nesouhlasím) – (Nikolaj Noskov / Oleg Gegeľský) – 2006
- Action (ve skupině Gorky Park) – 1989
- Aeroportí (první zpěvák Leonid Agutin a Vladimir Presnjakov) duet s Aleksandr Maršal – (Leonid Agutin) – 2013
- Ah, jesli li b ne ljubov'  (ve filmu Ostrov ztracených lodí) (duet s Ella Fidel'man) – 1987
- Akula (ve filmu Ostrov ztracených lodí) – 1987

## B
- Bang (ve skupině Gorky Park) – 1989
- Barhatnije sezóni v Soči (Hlavní sezóna v Soči) – (Jurij Erikona)
- Belaja noč (Bílá noc) – (Nikolaj Noskov / Igor Brusencev) – 1999
- Best of Best (ve skupině Nikolaj) – (Nikolaj Noskov) – 1995
- Bez nazvanija (Bezejmenný) – 2012
- Blaž (Rozmar) – (Nikolaj Noskov / Aleksej Čulanskij) – 1998

## C
- Child of the Wind (ve skupině Gorky Park) – 1989

## D
- Daj mne šans  (Dej mi šanci) – (Sergej Markin / Aleksej Čulanskij) – 1997
- Danger (ve skupině Gorky Park) – 1989
- Dark Horse (ve skupině Nikolaj) – (Nikolaj Noskov) – 1995
- Del'taplan (první zpěvák Valerij Leonťjev) – (Eduard Artemjev / Nikolaj Zinovjev) – 2001
- Dobroj noči (Dobrou noc) – (Nikolaj Noskov / Aleksej Čulanskij, Nikolaj Noskov) – 2000
- Dožd'  (Déšť) – (Alexandr Pantikin, Marianna Mjagkova / Venijamin Golubickij) – 2007
- Dýšu tišinoj (Dýchám mlčení) – (Nikolaj Noskov / V. Kadijev) – 2000

## G
- Gribnoj dožd' (ve skupině Moskva) (Houba déšť) – (David Tuchmanov / Sergej Kirsanov) – 1982

## F
- Fenečka – (Nikolaj Noskov / Oleg Gegel'ský) – 2006
- Fortess (ve skupině Gorky Park) – (Karen Kavalerjan) – 1988
- Fotografii ljubimýh (Oblíbených snímků) — (David Tuchmanov / V. Haritonov) — 2010

## H
- High of Love (ve skupině Nikolaj) – 1994
- Hit Me With the News (ve skupině Gorky Park) – 1989
- Hold the Line (ve skupině Nikolaj) – 1994
- Hope Dies Last (ve skupině Nikolaj) – 1994
- Hymna HK Ak Bars – 2011

## J
- Ja byl odin (Zůstal jsem sám) – (Nikolaj Noskov / Nikolaj Gumiljov) – 2010
- Ja ne verů (Nevěřím) – (Nikolaj Noskov / Igor Brusencev) – 2006
- Ja ne modnij (Jsem staromódní) – (Nikolaj Noskov / Aleksej Čulanskij, Sergej Trofimov) – 1996
- Ja skučaju bez tebja (Chybíš mi) – (Igor Matvienko / Konstantin Arsenev)
- Ja – tvoj DJ (Jsem tvůj DJ) – (Nikolaj Noskov / Aleksej Čulanskij) – 1999
- Ja tebja ljublju (Nemiluji tě) – (Nikolaj Noskov / Konstantin Arsenev) – 1998
- Ja tebja prošu (Prosím tě) – (Nikolaj Noskov / Aleksej Čulanskij) – 1999
- Jeto zdorovo (Je to skvělé) – (Nikolaj Noskov / Igor Brusencev) – 2000[1]

## I
- Igra v ljubov'  (ve skupině Moskva) – (David Tuchmanov / Vasilij Fedorov) – 1982
- Idu ko dnu (Jdu ke dnu) – (Nikolaj Noskov / Oleg Gegel'ský) – 2006
- I'm Going — 2010
- Ispoved'  (Zpověď) – (Nikolaj Noskov / Dmirtij Korotaev) – 2000, 2012

## K
- Kak prekrasen mir (Jak krásný svět) – (Nikolaj Noskov / Igor Brusencev) – 1999
- K teleologii (Do teleologie) (ve skupině Grand Prix) - 1987

## L
- Limit of Love (ve skupině Nikolaj) – 1994
- Ljubov' i jeda (Láskou a jídlo) – (Nikolaj Noskov / Oleg Gegel'ský) – 2006
- Lunnij tanec (Měsíční tanec) – (Nikolaj Noskov / Konstantin Arsenev) – 1998
- Luč solnca zolotogo (Paprsek zlaté slunce)  (první zpěvák Muslim Magomajev) duet s Jekaterina Střiženová – (Genadij Gladkov / Jurij Jentin) – 2006

## M
- Masku proč' (Maska je vypnutá) (ve skupině Grand Prix) - (1987)
- Mgnovenije (první zpěvák Josif Kobzon) – (Robert Rožděstvenskij / Mikael Tariverdiev) – 2011
- Med (Med) – (Nikolaj Noskov) – 2012[2]
- Melodia (Melodie) (první zpěvák Muslim Magomajev) – (Nikolaj Dobronravov / Aleksandra Pachmutova) – 2011
- Menja ne tjanet v raj nebeznij (Nejsem natažen do nebeského nebe) (ve skupině Grand Prix) - (1987)
- Mercy (ve skupině Nikolaj) – 1994
- Miracle (ve skupině Nikolaj) – 1994
- Mne grustno (Jsem smutný) – (Nikolaj Noskov / Sergej Jesenin) – 2013
- Moj drug (Můj příteli) – (Nikolaj Noskov / Aleksej Čulanskij) – 1998, 2000
- Mother Russia (ve skupině Nikolaj) – 1994
- My Generation (ve skupině Gorky Park) – 1989

## N
- Na Rusi (V Rusku) – (Nikolaj Noskov / Sergej Trofimov) – 1996
- Nám dostalasj eta žiznj (Byli jsme v tomto životě) trio s Alexandr Maršal a Alexej Glizin — 2006
- Ne uježaj ((ve skupině Nadežda) — (Vladimir Kuzmin) – 1978
- Net ni godi (Neexistují žádné lety) – (Nikolaj Noskov / Oleg Gegeľský) – 2016
- N.L.O (ve skupině Moskva) – (David Tuchmanov / Robert Rožděstvenskij) – 1982
- Noč (Noc) – (David Tuchmanov / Vladimir Majakovskij) – 2012[3]
- Nostalgija po nastojašemu duet s Cvetý — (Stas Namin / Andrej Vozněsenskij) — 2000, 2010
- Nu i děla! (Gee!) (ve skupině Moskva) – (David Tuchmanov / Leonid Derbenjov) – 1982

## O
- Obmani menja (Oklamat mě) — 2013
- Oj, to ne veče (Oh, ne večer) duet s Nadežda Babkina a Pelageja – (Ruská lidová píseň)
- Ono togo stoit (Stojí to za to) – 2014 (finální verze)
- Ozjora (Jezera) – (Nikolaj Noskov / Nikolaj Gumiljov) – 2010

## P
- Paranoja – (Nikolaj Noskov / Igor Brusencev) – 1999
- Pavšim druzjam (Padlým přátelům) – (Nikolaj Noskov / Jurij Sautkin) – 2009
- Peace In Our Time (ve skupině Gorky Park) duet s Jon Bon Jovi – (Jon Bon Jovi / Richie Sambora) – 1989
- Perevedi menja čerez majdan (Přeložit mě přes majdánu) – 2014
- Po pojas v nebe (Po pás v nebi) – (Nikolaj Noskov / Damir Jakubov) – 2006
- Pobud' so mnoj (Zůstaň se mnou) – (Nikolaj Noskov / Oleg Gegel'ský) – 2006
- Pojedinok (ve skupině Moskva) — (David Tuchmanov / Dmitrij Kedrin) — 1982
- Power of Beauty (ve skupině Nikolaj) – 1994
- Primadonna (Primadonna) – (Alla Pugačova) – 1999
- Propavšij bez vesti — 2010
- Píseň zlých duchů  — (Aleksandr Zacepin / Ilja Reznik) — 1987
- Píseň mladého Koshcheiho nesmrtelného — (Aleksandr Zacepin / Ilja Reznik) — 1987

## R
- Reckless (ve skupině Nikolaj) – 1994
- Romans (ve skupině Nikolaj) – 1994
- Romantika – (ve filmu Ostrov ztracených lodí) – 1987
- Romans (Romance) – (A. Bal'čev / Nikolaj Gumiljov) – 2000
- Ručnoj angel (Ruční anděl) — 2017

## S
- Sedije deti (Bílé děti) – 2014
- Serdca křik  (Křik srdce) – (Nikolaj Noskov / D. Efimenko) – 1998
- Sneg (Sníh) – (Nikolaj Noskov / Aleksej Čulanskij) – 1999
- Solnce (Slunce) – (Nikolaj Noskov / Aleksej Čulanskij) – 1997
- Sometimes at Night (ve skupině Gorky Park) – 1989
- Spasibo (Děkuji) – (Nikolaj Noskov / Igor Brusencev) – 2006
- Stekla i beton (Skla a beton) – (Nikolaj Noskov / Igor Brusencev) – 1999
- Sverčok (Cvrček) — (Alexandr Pantikin, Marianna Mjagkova / Venijamin Golubickij) — 2007
- Sčastlivej sna (Šťastnější spánku) – (Nikolaj Noskov / Aleksej Čulanskij) – 1999

## T
- Taljanočka (Taliánka) – (Nikolaj Noskov / Oleg Gegel'ský) – 2006
- Tam, gde kljon šumit (Kde javor nerezový) – 2017
- Tonkaja rjabina (Tenký jeřáb) – (Ruská lidová píseň) – 2013
- Tri goda ti mne snilas' (Tři roky jsem snil o tobě) duet s Larisa Dolinavová — (Aleksej Fatjanov / Nikita Bogoslovskij) — 2011
- Try to Find Me (ve skupině Gorky Park) – 1989
- Tý ne sahar (Nejsi sladký) – (Nikolaj Noskov / Konstantin Arsenev) – 1998

## U
- Uznat' tebja (Poznat tě) – (Nikolaj Noskov / Aleksej Čulanskij) – 1999

## V
- V raj (V ráji) – (Nikolaj Noskov / Heinrich Heine) – 2000

## W
- Wintry Evening (ve skupině Nikolaj) – 1994
- Within Your Eyes (ve skupině Gorky Park) – 1989

## Z
- Začem (Proč) – (Nikolaj Noskov / Damir Jakubov, Nikolaj Noskov) – 2006
- Zimnaja noč (Zimní noc) – (A. Bal'čev / Boris Pasternak) – 2000
- Živoj - 2019

## Č
- Černij voron – (Ruská lidová píseň) – 2016